# 박미선 (성우)
박미선(1967년 8월 6일 ~ )은 대한민국의 성우이다. 1990년 KBS에 입사했으며, 현재는 KBS 22기이다. 한국방송 성우극회 소속.

## 주요 출연작품

### 애니메이션
- 마법소녀 리나 TRY (SBS) - 메이 할머니
- 마법천사 루비 (KBS) - 토미

### 영화
- 그녀에게 (KBS) - 접수 담당자(아델 도나마리아)
- 데스퍼레이트 (SBS) - 매트(조지프 크로스)
- 도학위룡 3 (SBS) - 하민(장민)
- 마스크 (SBS) - 클럽 손님(미도우 윌리암스)
- 마이너리티 리포트 (SBS) - 곡예사(보니 모건)
- 마틴 쉰의 유죄추정 (SBS)
- 머니 토크 (SBS)
- 블랙 레인 (SBS)
- 보이즈 앤 걸즈 (KBS)
- 비밀과 거짓말 (SBS)
- 아트 오브 워 (SBS)
- 제5원소 (SBS)
- 주니어 (KBS)
- 카풀 (KBS) - 할머니
- 코 끝에 걸린 사나이(SBS) - 닉의 매니저(캐시 나지미)
- 연지구 (KBS)
- 토탈 리콜 (SBS)